# Clastes freycineti
Clastes freycineti là một loài nhện trong họ Sparassidae. Chúng thuộc chi đơn loài Clastes, được Charles Athanase Walckenaer miêu tả năm 1837.